# Eunidia subnebulosa
Eunidia subnebulosa là một loài bọ cánh cứng trong họ Cerambycidae.